# Tytthoscincus ishaki
Tytthoscincus ishaki — вид сцинкоподібних ящірок родини сцинкових (Scincidae). Ендемік Малайзії.

## Поширення і екологія
Tytthoscincus ishaki є ендеміками острова Тіоман, розташованого на сході від Малайського півострова. Вони живуть в лісовій підстилці хмарних діптерокарпових лісів. Зустрічаються на висоті від 400 до 1026 м над рівнем моря.